# Holešovice

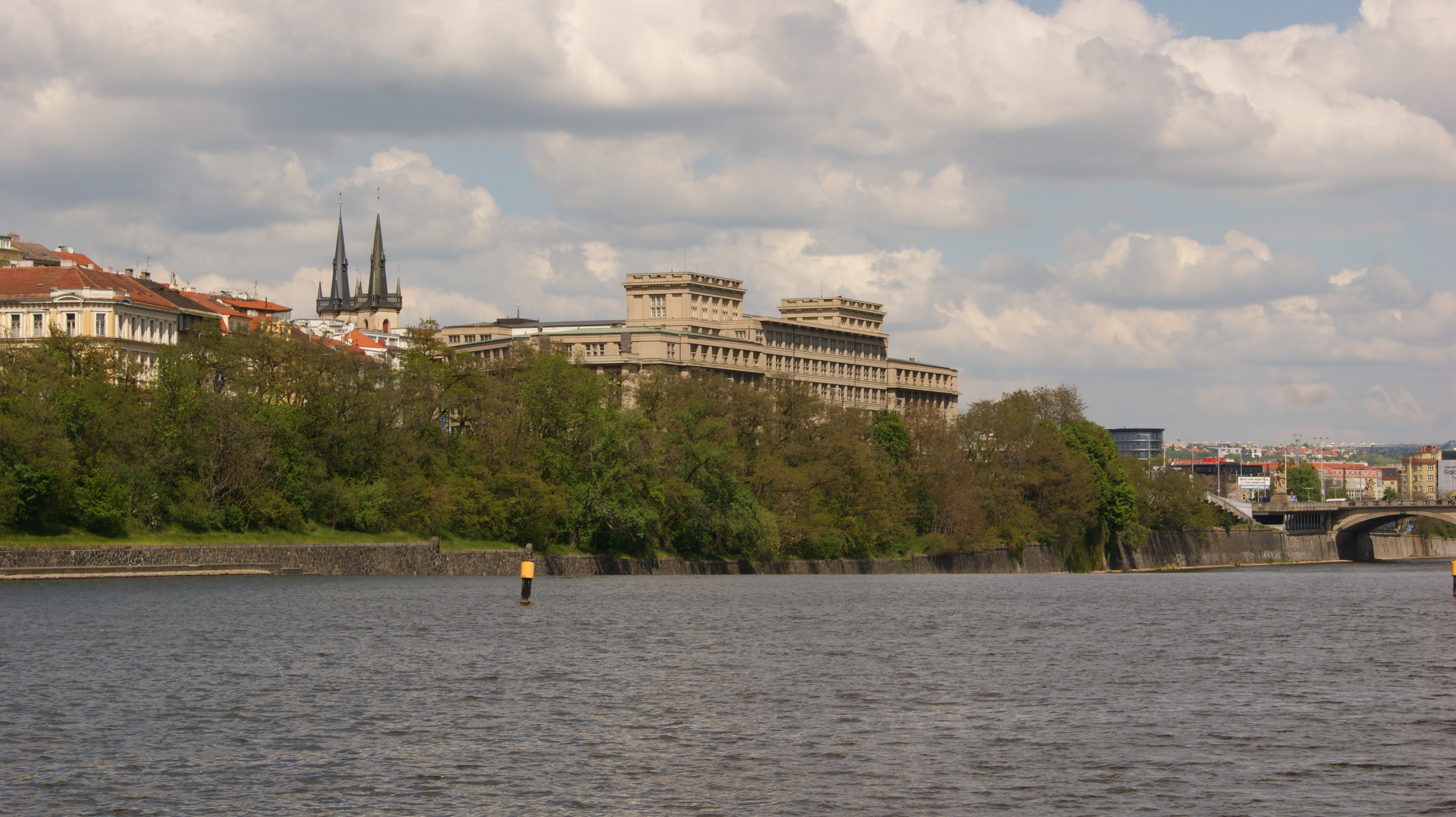
Das Gebäude der ehemaligen staatlichen Planungskommission, nun ein Sitz der Finanzbehörde

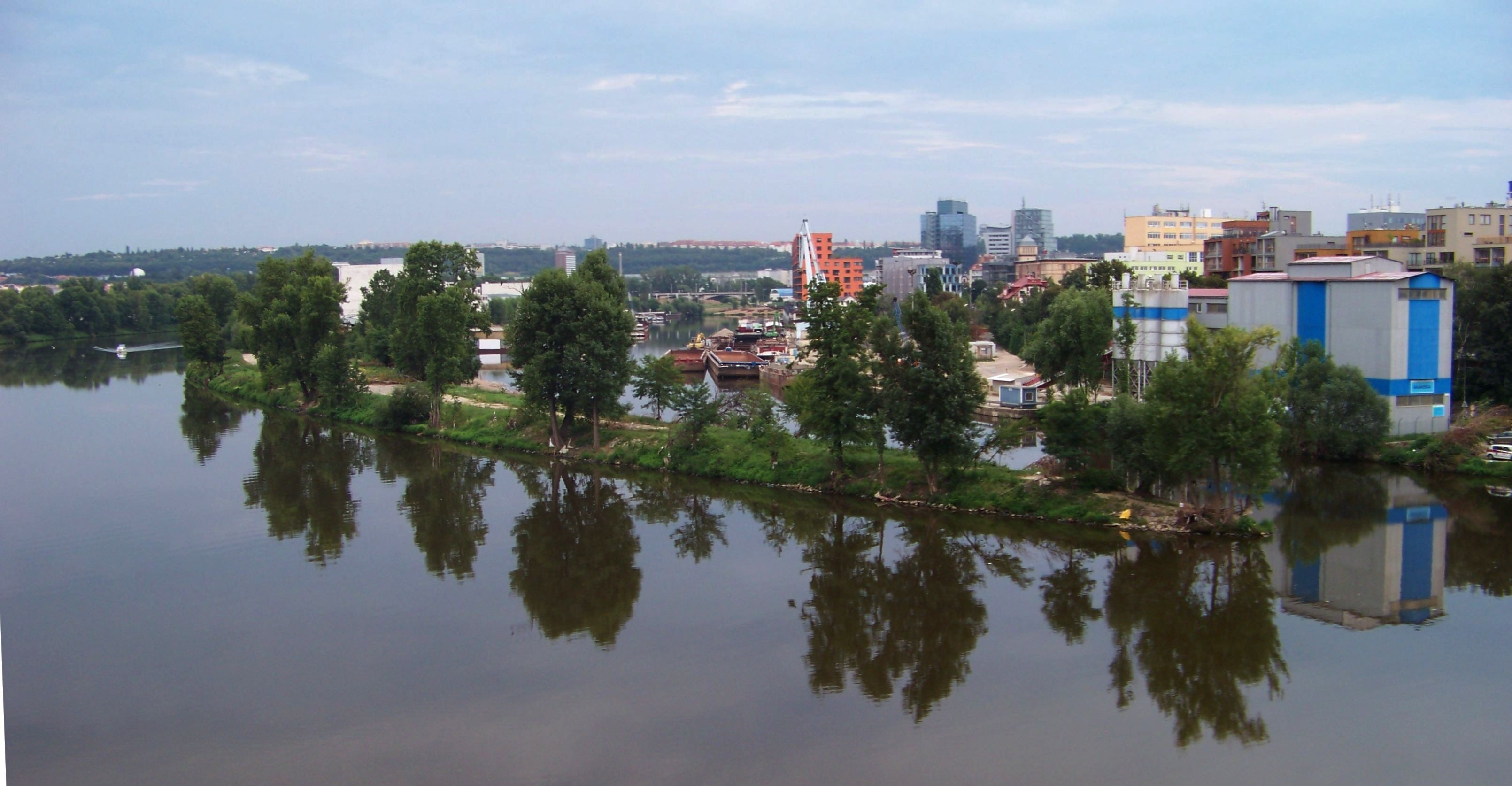
Hafen Holešovice

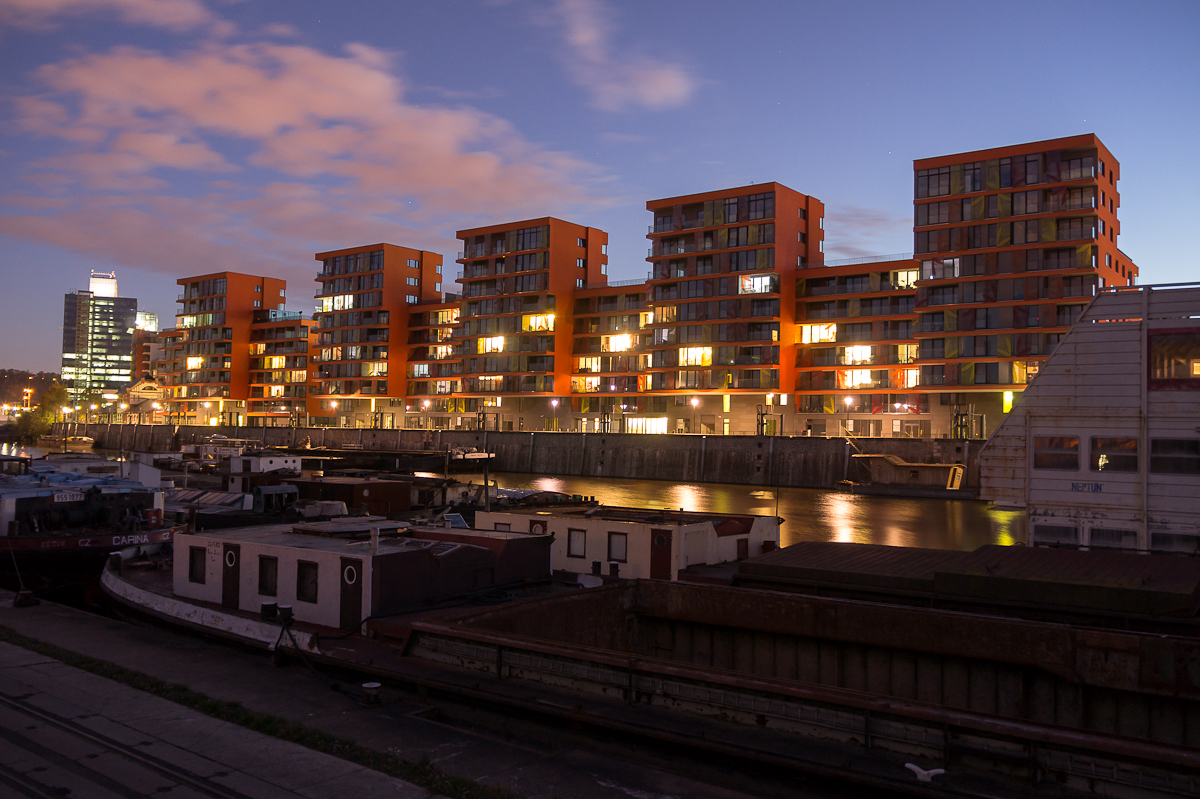
Wohnkomplex Prague Marina

Holešovice, bis 1960 Holešovice-Bubny (deutsch Holleschowitz-Buben) ist ein Stadtteil der tschechischen Hauptstadt Prag. Der größte Teil des Stadtteils gehört zum 7. Stadtbezirk, ein kleinerer Teil gehört zum 1. Stadtbezirk.

## Verkehr
Holešovice liegt drei Kilometer nordöstlich des Stadtzentrums linksseitig der Moldau in der großen Prager Flussschleife gegenüber von Karlín, Libeň und Troja. Es besitzt einen Binnenhafen an der Moldau und mit dem Bahnhof Praha-Holešovice einen Fernverkehrsbahnhof. Hinzu kommen die Haltepunkte Praha-Holešovice zastávka an der Esko-Verbindung vom Masaryk-Bahnhof nach Kralupy nad Vltavou und Praha-Bubny an der Esko-Verbindung vom Masaryk-Bahnhof nach Kladno. Das Ausstellungsgelände Výstaviště Praha liegt in Holešovice.
Die Linie C der Prager Metro durchquert den Stadtteil, ebenso wie verschiedene Straßenbahn- und Buslinien.

## Geschichte
Die erste schriftliche Erwähnung des Dorfes erfolgte 1228 im Zusammenhang mit dem Vladiken Bohumil von Holešovice. Bis ins 19. Jahrhundert blieb Holešovice eine bäuerliche Siedlung, deren Zentrum an der Stelle des heutigen Bahnhofs lag.
Nach der Aufhebung der Patrimonialherrschaften bildete Holešovice zusammen mit Bubny eine politische Gemeinde. Seit den 1870er Jahren entwickelte sich das Dorf zu einer Prager Industrievorstadt. 1884 wurde die Gemeinde Holešovice-Bubny nach Prag eingemeindet und bildete bis 1960 den Stadtbezirk Prag 7. Seit 1961 gehört Holešovice zum 7. und 1. Stadtbezirk.

## Sport
Vor dem Ersten Weltkrieg gab es mit „Union Holeschowitz“ einen lokalen Fußballverein. Dieser gewann am 25. Mai 1913 ein Wettspiel beim Deutschen Ballspielklub „Sturm Prag“ mit 5:4. Dieses Match ging ungewollt in die Geschichte Österreich-Ungarns ein, weil der verhinderte DBC-Verteidiger Wagner den DBC-Obmann und Lokalreporter Egon Erwin Kisch auf die Spur des Spionagefalls Alfred Redl brachte. 
Gegenwärtig gibt es unter anderem den Fußballverein „FK Loko Praha“ und den Sport- und Turnverein „TJ Slavoj Holešovice“.

## Sehenswürdigkeiten
Die bekannteste Kirche ist die St.-Antonius-Kirche am Strossmayerplatz. Die Moldaubrücke nach Libeň wurde von 1925 bis 1928 nach einem Entwurf des Architekten Pavel Janák und des Bauingenieurs František Mencl im kubistischen Stil errichtet.